# Drottningholms slottskyrka

Drottningholms slottskyrka är en byggnadsdel tillhörande Drottningholms slott på Lovön, Stockholms län. Slottskyrkan skapades under drottning Hedvig Eleonoras tid och tillhör den kungliga hovförvaltningen. Kyrkan används av Lovö församling och gudstjänst hålls sista söndagen varje månad.

## Historik
Kyrkan, som utgör norra tornet på Drottningholms slott, började uppföras 1696. Ursprungsritningarna hade utförts av Nicodemus Tessin d.ä., och hans son Nicodemus Tessin d.y. fullbordade faderns verk. Byggnaden är helt rund med tre svagt utstickande mittpartier och täcks av en kopparbeklädd takkupol med fönster och en lanternin. Från kyrksalen leder en ingång i syd direkt till slottet. Huvudentrén ligger på västsidan, mot trädgården. 
En klockstapel byggdes 1698, den placerades på den plats som idag kallas Teaterplanen, strax norr om Slottskyrkan. Till klockstapeln göts två klockor, Lillklockan (1662) och Storklockan (1699). Båda tillverkades på Meyerska styckgjuteriet. I samband med att slottsteatern uppfördes på 1760-talet flyttades klockorna till en nybyggd klockstapel på Flaggberget på Drottningholmsmalmen.
Kyrkbyggnaden stod klar 1728. Åren därefter började inredningsarbetena, ett arbete som leddes av Carl Hårleman. År 1730 invigdes kyrkan. En ombyggnad genomfördes 1740 och i maj 1746 återinvigdes kyrkan. Då hade prinsessan Lovisa Ulrika av Preussen redan fått Drottningholms slott som bröllopsgåva då hon gifte sig med den svenske tronföljaren Adolf Fredrik.

## Inventarier
Altaret står i norrläge, mitt emot kungaläktaren. Den öppna bänkinredningen med mittgången i ost-västlig riktning sattes in 1910-1912. I kyrkan finns en Predikstolens kläde är broderat av Gustaf V. Altartavlan skapades av hovmålaren G.E. Schröder.

### Orgel
- 1656 bygger Frans Bohl, Stockholm en orgel. Kontrakt skrivet 27 februari 1654. Orgeln hade tremulant, fågelsång och cymbelstjärna. Tre sperventiler och tre blåsbälgar fanns.[3]

| Huvudverk      | Bröstverk       | Pedal         |
| Borduna 16'    | Gedacht 8'      | Subbas 16'    |
| Principal 8'   | Octaf 4'        | Principal 8'  |
| Gedacht 8'     | Blåckflöit 4'   | Gedacht 8'    |
| Quinta Döön 8' | Zu fliet 1 1/3' | Quinta Dön 8' |
| Octaf 4'       | Scharf II       | Octaf 4'      |
| Naszat 3'      | Regal 8'        | Dulcian 16'   |
| Scharf III     |                 | Polszaun 8'   |
| Dulcåian 16'   |                 |               |

- 1730 byggdes en orgel med 6 stämmor av Johan Niclas Cahman, Stockholm och drottning Ulrika Eleonora betalade för den.[4]

| Manual      |
| Gedackt 8'  |
| Princial 4’ |
| Kvinta 3’   |

- 1974 renoverade av A Magnussons Orgelbyggeri AB, Mölnlycke. Orgeln har förändrats flera gånger och är mekanisk.

| Manual        |
| Gedackt 8’    |
| Principal 4'  |
| Flöjt 4'      |
| Oktava 2'     |
| Kvinta 1 1/3' |
| Oktava 1'     |

#### Diskografi
- Gamla svenska orglar / Engsö, Rune ; Fagius, Hans ; Jacobson, Lena, orgel. 3CD. BIS-123. 1996.
- Bengt Tribukait plays the 1730 Cahman organ at Drottningholm. CD. Musica Rediviva MRCD 009. 2002.

## Bilder

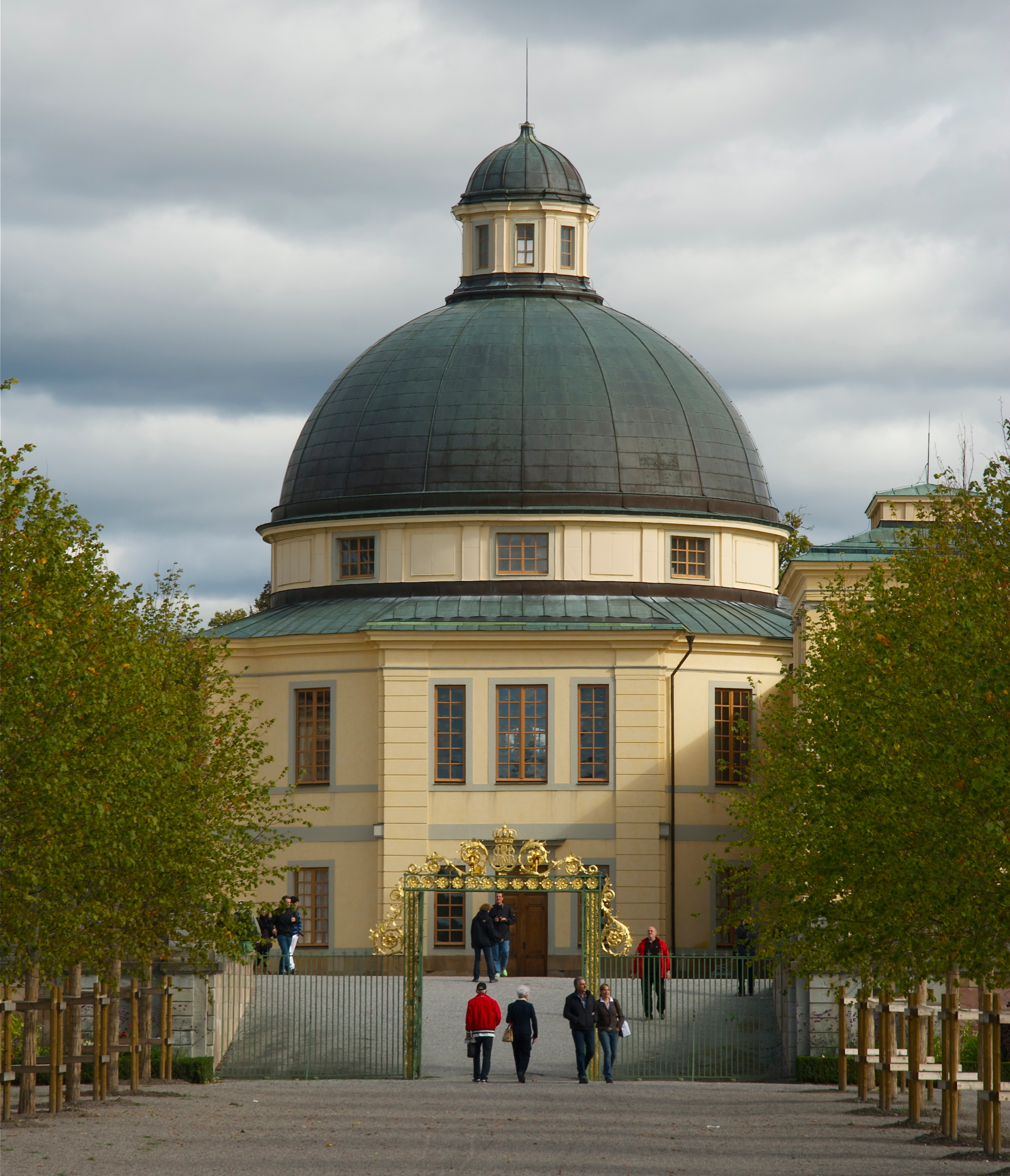
Kyrkan 2011
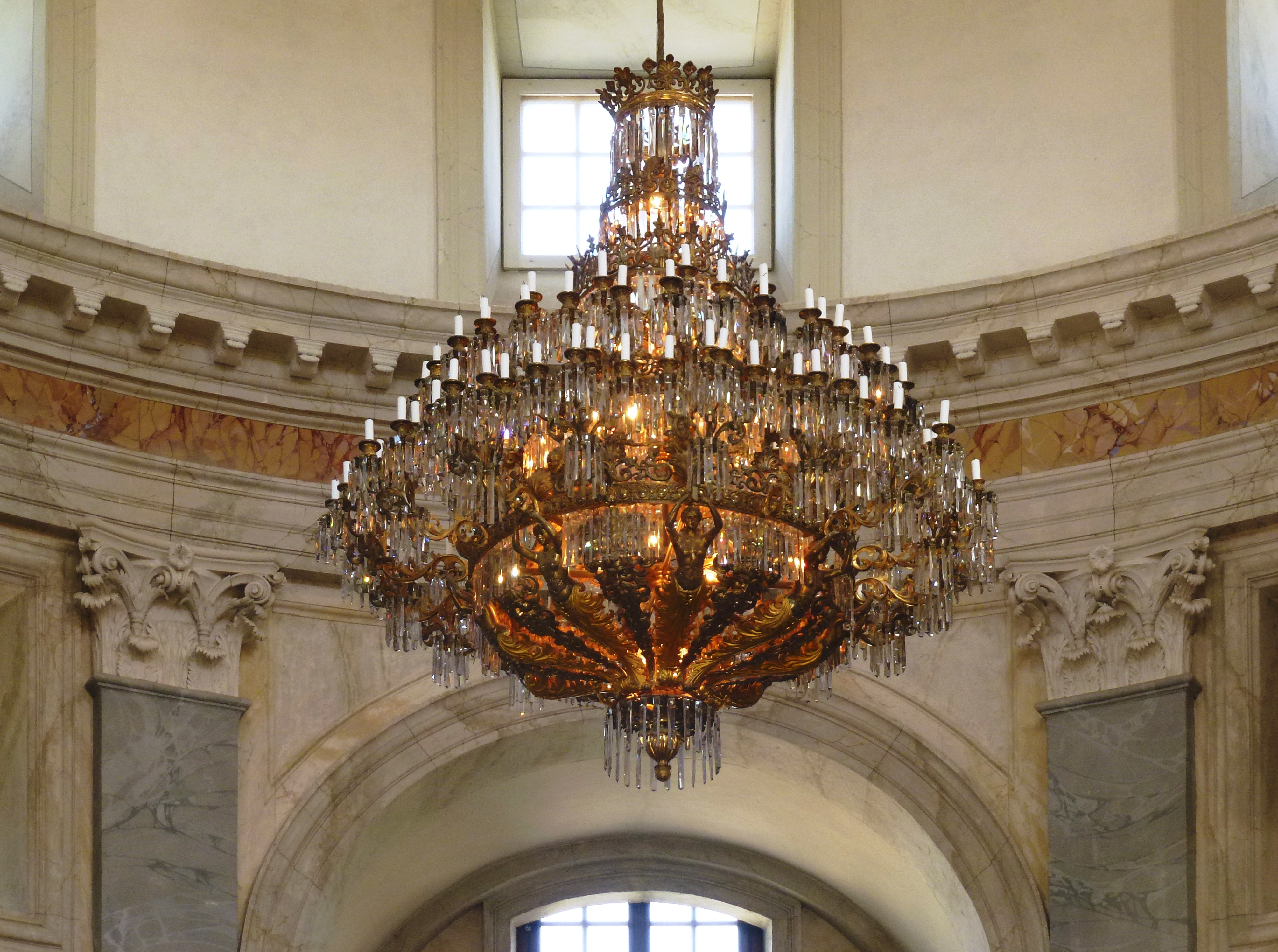
Kyrkans takkrona
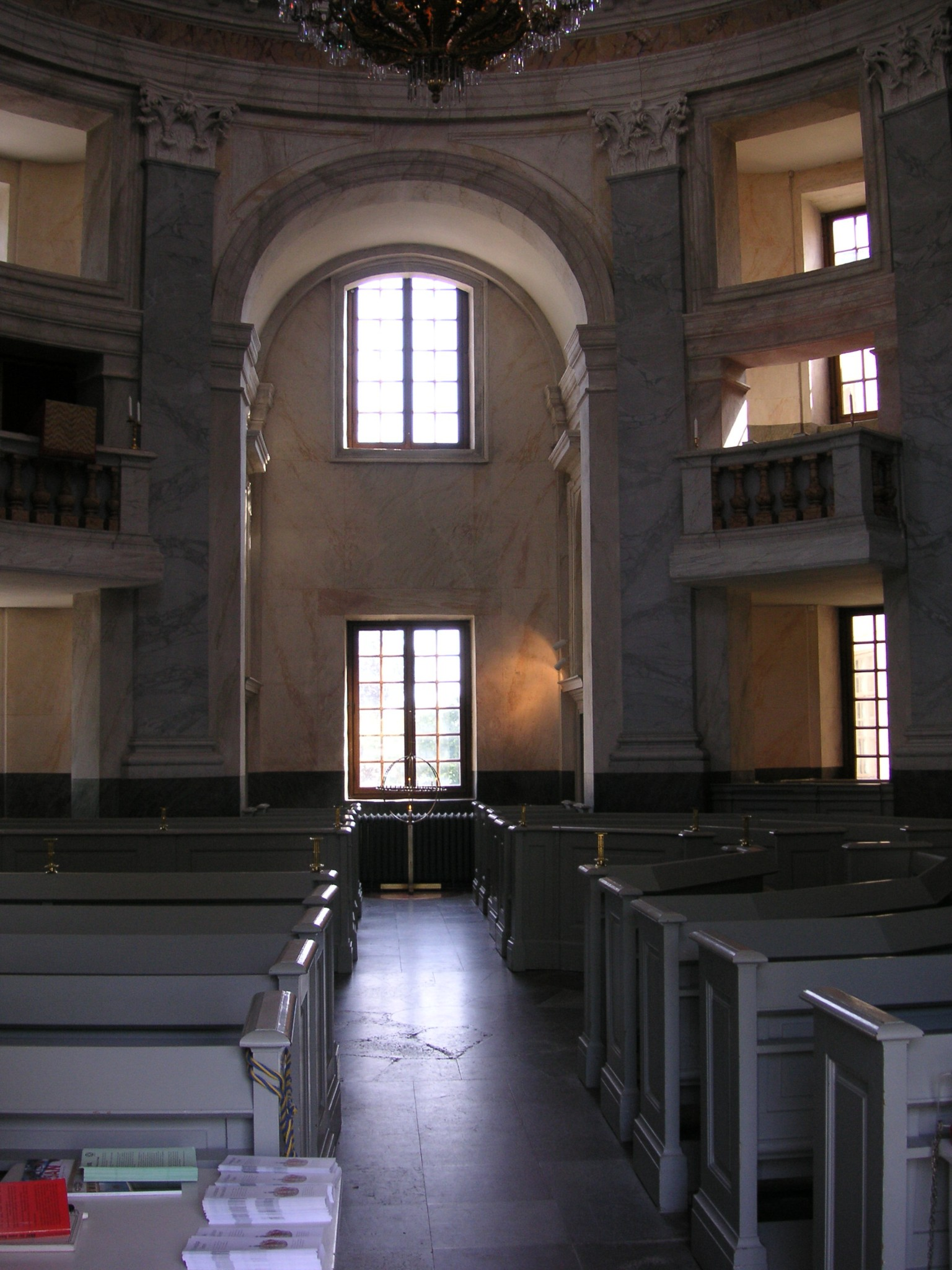
Kyrkans huvudgång